# Troisième Armée serbe
La 3e Armée était une armée de l'Armée serbe pendant la Première Guerre mondiale.

## Guerres balkaniques
Lors de la Première Guerre balkanique, la Troisième Armée participa à la bataille de Kumanovo (23 au 24 octobre 1912) avec les Première et Deuxième Armées. Elle se composait de quatre divisions d'infanterie et d'une brigade d'infanterie (76 000 hommes), déployées en deux groupes, le premier sur la Toplica, le second à Medveđa. Cantonné sur le front occidental, sa mission consistait à prendre le Kosovo puis manœuvrer au sud et attaquer le flanc gauche de l'Armée ottomane. Elle était commandée par Božidar Janković (en).

## Première Guerre mondiale
Lors de la Première Guerre mondiale elle a participé aux batailles de la Cer, de la Drina et de la Koloubra en 1914. Reculait jusqu'à sa disparition en 1915 après l'offensive du Kosovo avant d'être reconstituée en Grèce. Elle fut démantelée le 28 mars 1917 et fut commandée par Jurisic Strum puis par Milos Vasic à partir d'août 1916.

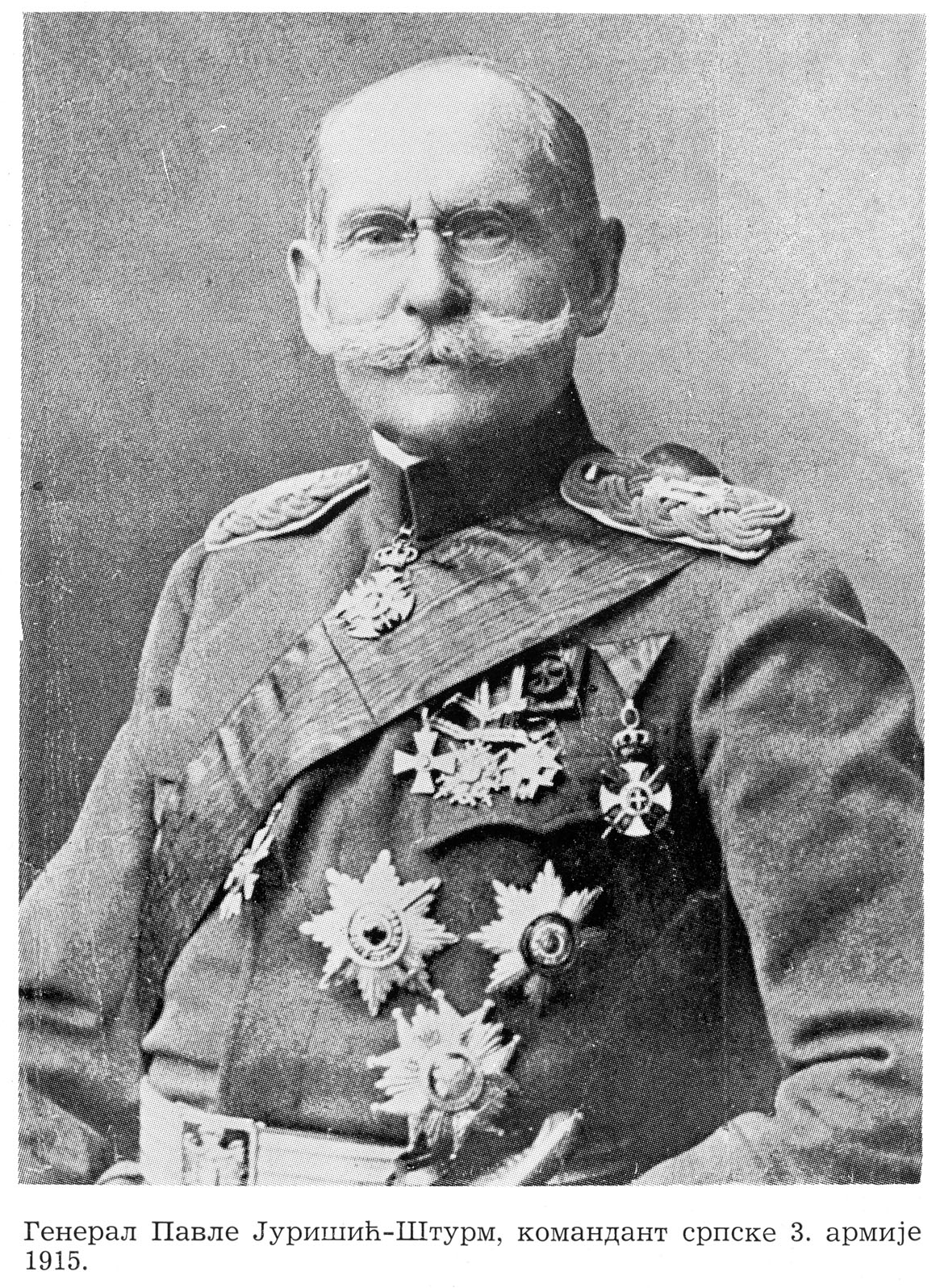
Pavle Jurišić Šturm en 1915.

## Sources
- (en) Cet article est partiellement ou en totalité issu de l’article de Wikipédia en anglais intitulé « Third Army (Serbia) » (voir la liste des auteurs).